# Phalaenopsis sumatrana
Phalaenopsis sumatrana är en orkidéart som beskrevs av Pieter Willem Korthals och Heinrich Gustav Reichenbach. Phalaenopsis sumatrana ingår i släktet Phalaenopsis och familjen orkidéer. Inga underarter finns listade i Catalogue of Life.

## Bildgalleri

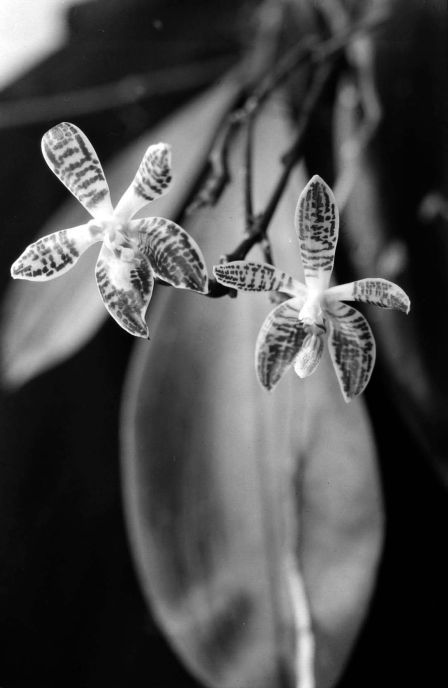
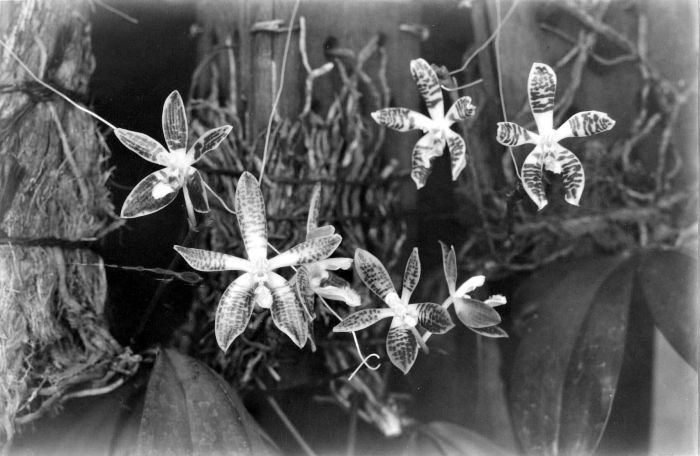
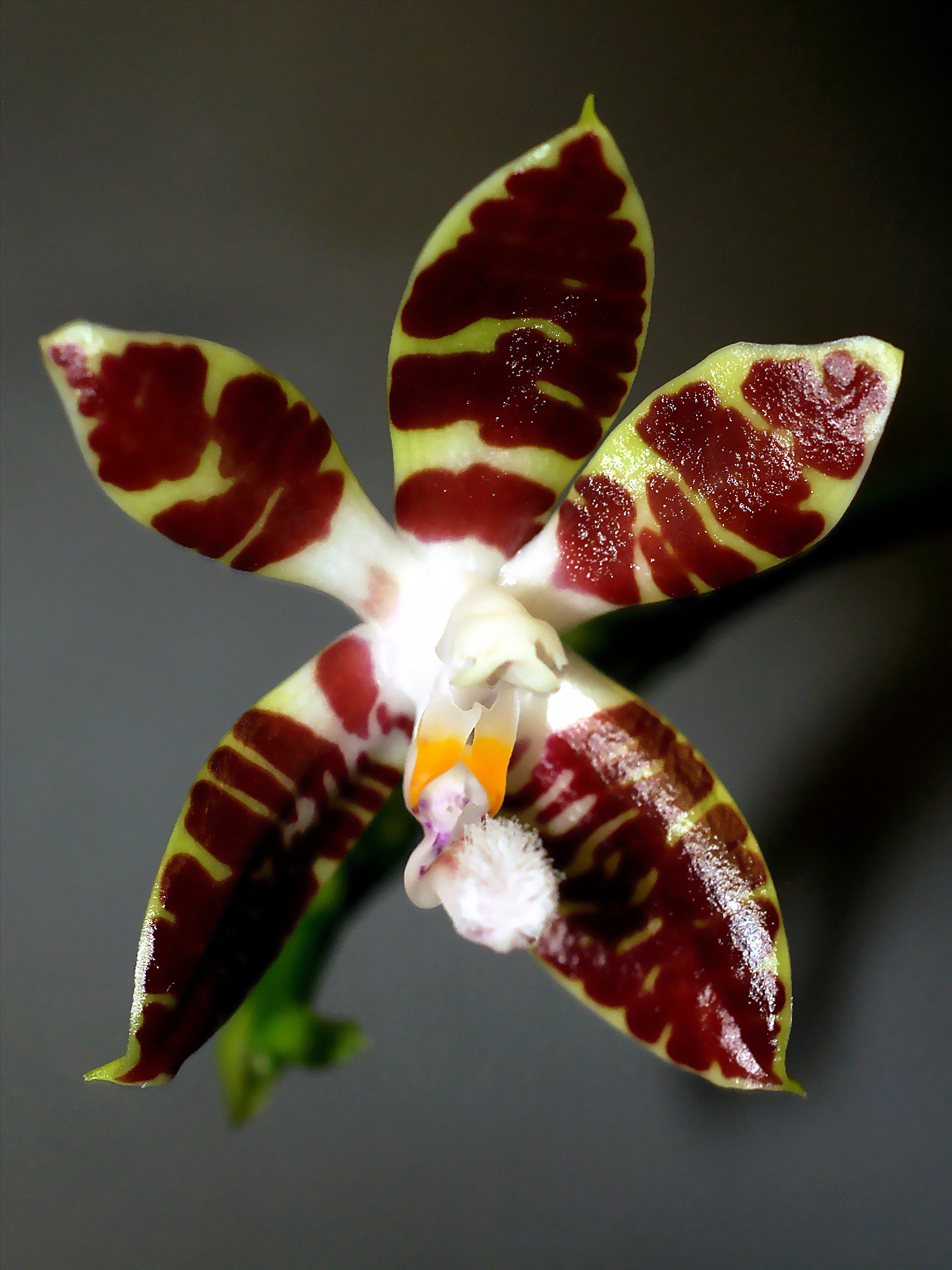
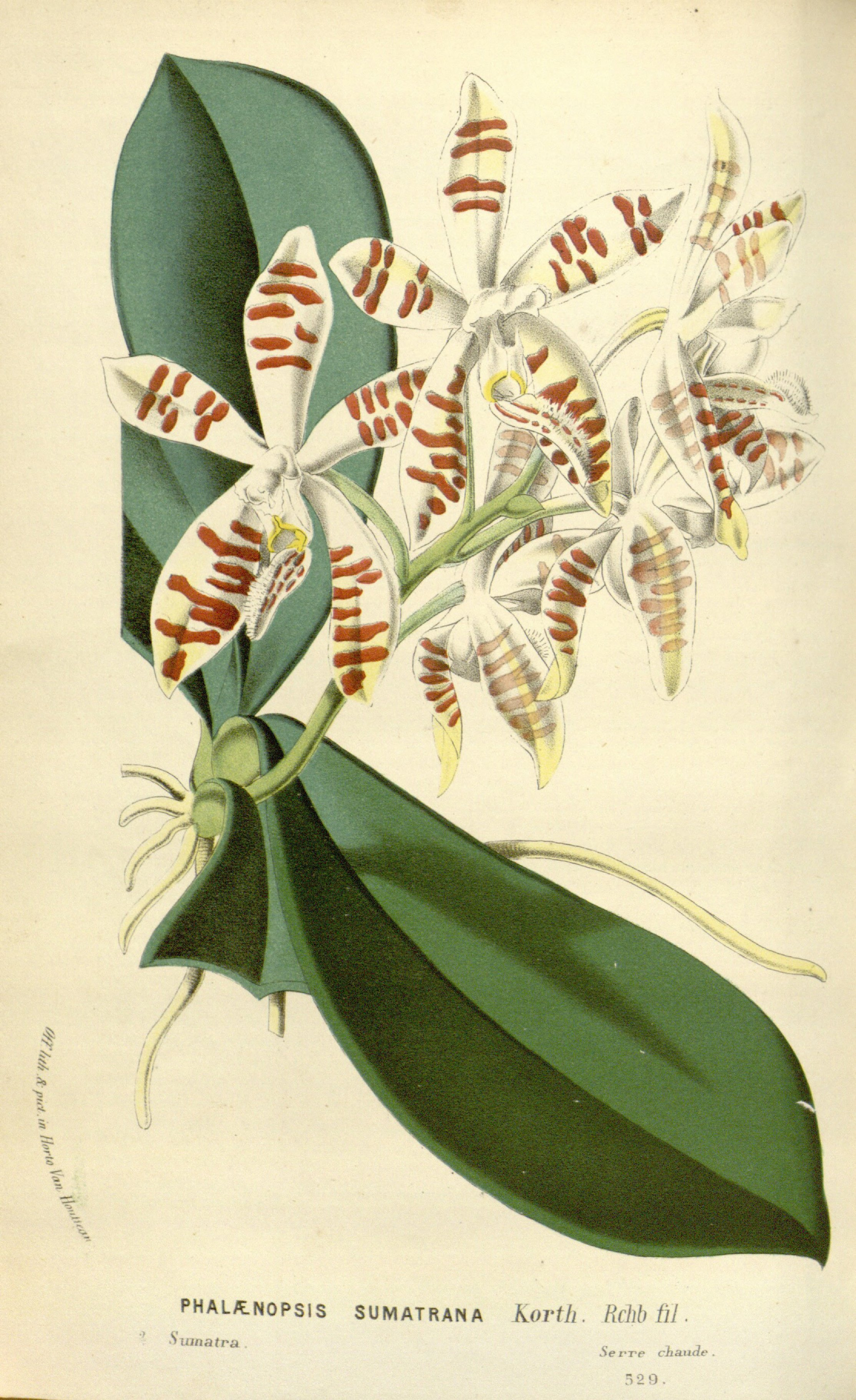
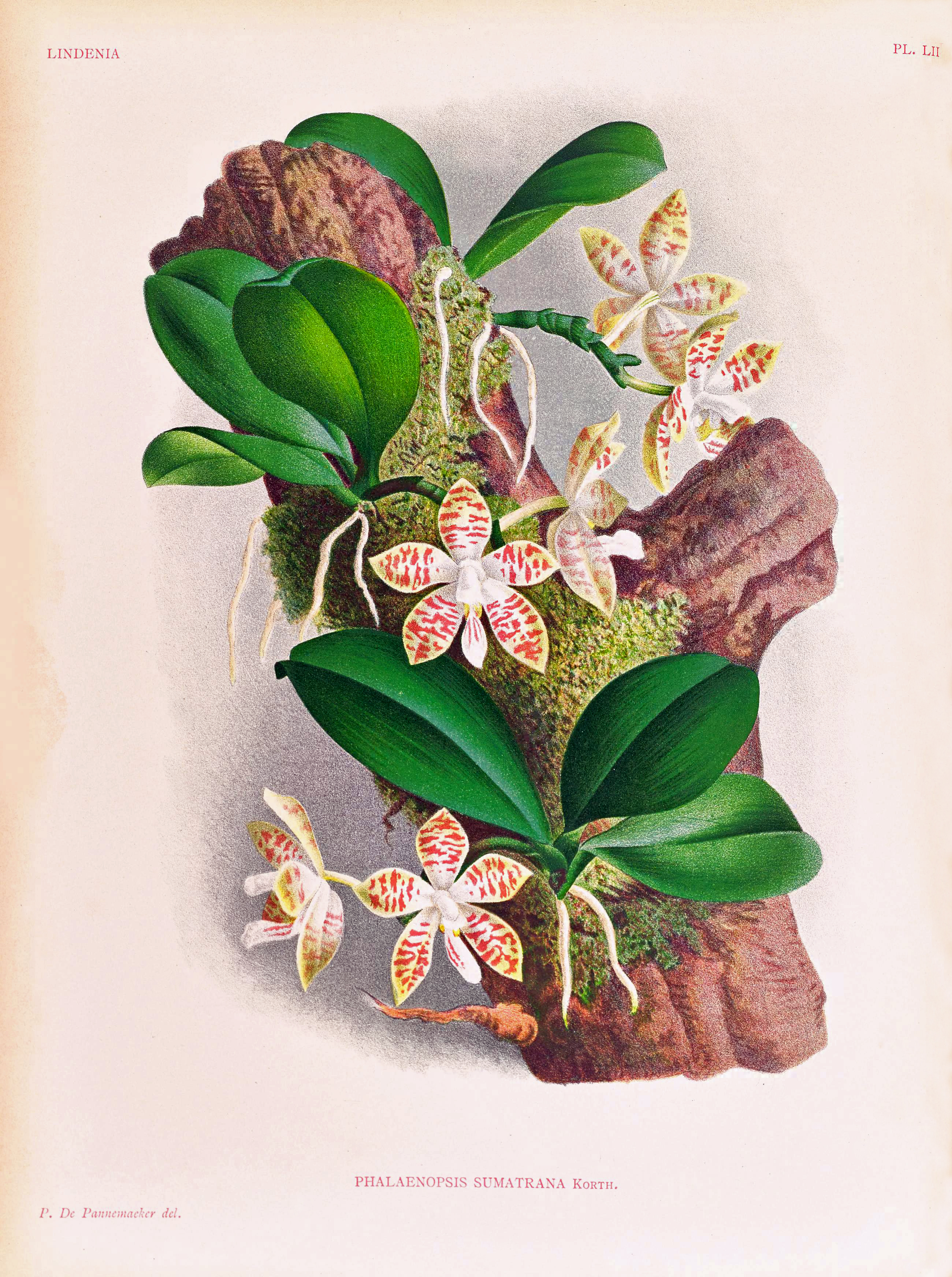
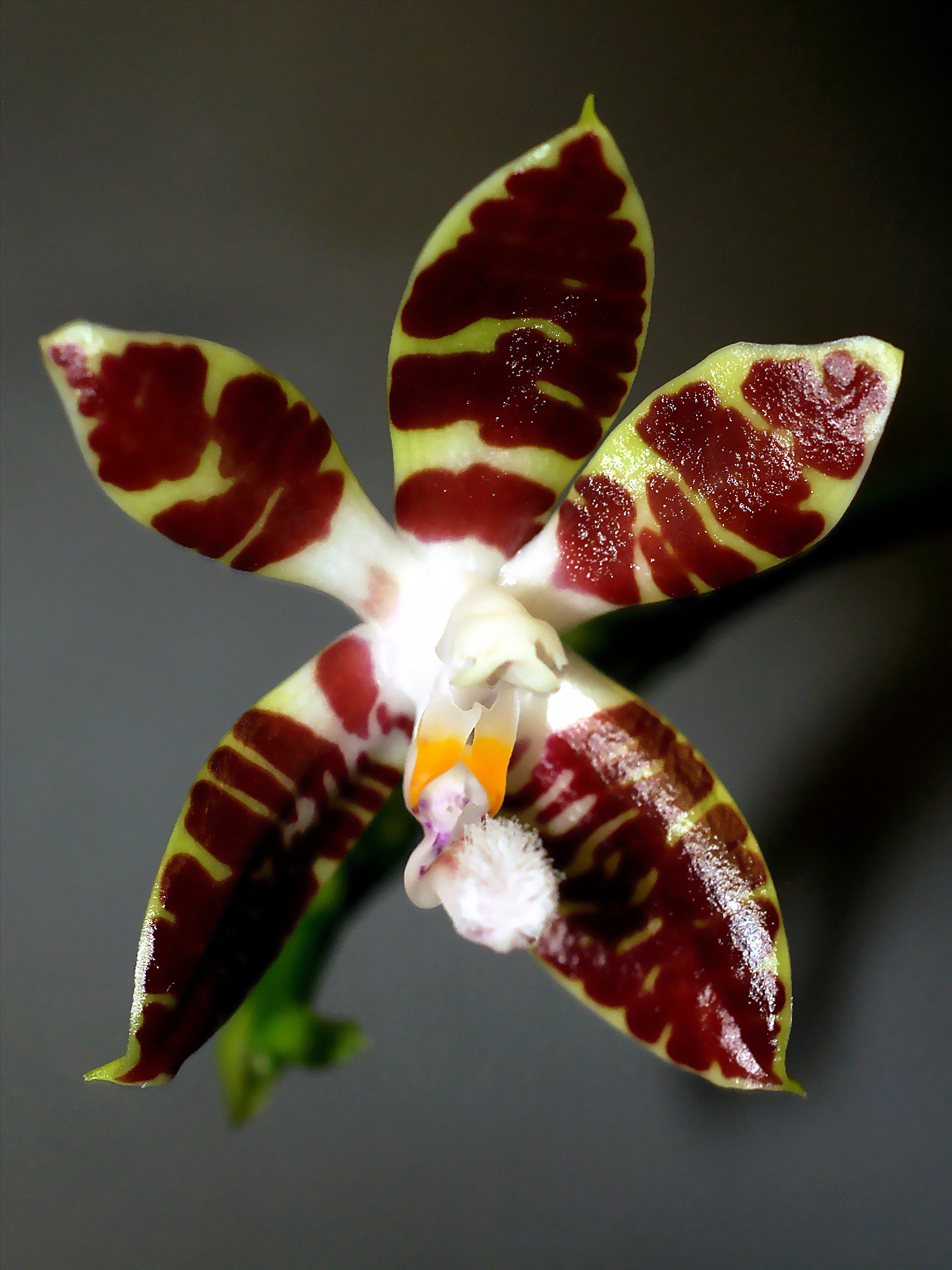